# Павел Павлов (летец)
Вижте пояснителната страница за други личности с името Павел Павлов.
Павел Лазаров Павлов е български офицер, полковник, летец-изтребител.

## Биография
Павел Павлов е роден на 25 декември 1911 г. или 1912 в с. Тръстеник, Плевенско. Основно образование завършва в Плевен, а средно в Средно реално училище с VIII педагогически клас „Цар Борис III“, Ловеч (1932). Кратко време работи като учител в родното си село.
Ориентира се към военното поприще. Завършва Военното училище в София с 55-и „Тракийски випуск“ и военна специалност летец-изтребител (1936). От 1936 г. започва службата си в учебен орляк. На следващата година е назначен за конструктор в пилотското училище. Служи във военното летище в Казанлък и изтребителната школа в Карлово. От 1939 г. е командир на крило летищен орляк.
По време на Втората световна война е командир на ято от VI Изтребителен полк въоръжен с френски самолети Девоатин 520. Отбранява небето над София по време на англо-американските бомбардировки. На 10 декември 1943 г. капитан Павлов атакува американски бомбардировач, при което самолетът му е засегнат и се разбива между с. Дивля и с. Одраница, Трънско. Повишен е във военно звание майор и е награден с Орден „За храброст“ IV ст. II кл. (посмъртно).

## Памет
На Павел Павлов е наречена улица в квартал „Манастирски ливади“ в София (Карта).
През 1992 г. е повишен във военно звание полковник (посмъртно). Името му е вписано в „Златната книга на Българските военновъздушни войски“. На 9 януари 2003 г. в родния му град е открит негов бюст-паметник. Улица в кв. Манастирски ливади на София е наименувана „Майор Павел Павлов“.

## Военни звания
- Подпоручик (3 октомври 1936)
- Поручик (3 октомври 1939)
- Капитан (14 септември 1943)
- Майор (1943, посмъртно)
- Полковник (1992, посмъртно)

## Личен живот
Дядо е на известния певец и актьор Орлин Павлов.